# Макаров, Кирилл Витальевич
Кирилл Витальевич Макаров (род. 5 января 1988 года) — российский художник, живописец.

## Биография
Родился 5 января 1988 года в Ленинграде. Окончил Санкт-Петербургскую художественно-промышленную академию имени А. Л. Штиглица (2005—2011). С 2011 года Кирилл Макаров — резидент студии Непокорённые, 17 в Санкт-Петербурге, здесь же, в объединении независимых мастерских, прошла первая персональная выставка художника «Секретный̆ уровень» (2011). Во время выставки «Трапеза бытия» демонстрирующей в столице работы участников «Непокорённых» (галерея RuArts, 2012) критики особенно отметили творчество Макарова: «прирожденный живописец (..) Во всем, кроме любви к традиционным техникам, Макаров выглядит антиподом сложившемуся образу „непокорённых“ как главных монументалистов эпохи суверенной демократии. (…) Макаров работает камерно, что освежает. И конечно, радует тот факт, что в сквоте со сложившимся лицом все еще рождаются новые герои».
В Москве дебютная выставка Макарова была организована в рамках спецпроекта СТАРТ по поддержке молодых российских художников ЦСИ Винзавод в 2013 году. Куратор Владимир Логунов описывает Кирилла Макарова как «яркий пример современного художника, который верит в арсенал изобразительных средств оставшихся у живописи в ее фигуративном варианте». В творчестве Макарова доминируют фигуративные живописные полотна, которые он почти всегда создает сериями. В 2012 году художник стал одним из победителей грантовой программы ЦСК «Гараж». Участник групповых выставок в Москве и Санкт-Петербурге. 
Живёт и работает в Санкт-Петербурге. 

## Персональные выставки
- 2014 — «Кирилл Макаров». Музей сновидений Зигмунда Фрейда, Санкт-Петербург
- 2014 — «…неправильное написание показало Адель границы безупречного поведения». Параллельная программа «Манифеста 10» Санкт-Петербург, 2014 Студия «Непокоренные», бизнес-центр «Берег». Совместно с Мари Бриффа и Евгением Дедовым.
- 2014 — INTER. Медиа-работа. Центр Современного Искусства им. Сергея Курёхина, Санкт-Петербург. Совместно с Евгением Дедовым и камерным хором «Festino»
- 2013 — По одному моему желанию. Галерея Aperto, Санкт-Петербург
- 2013 — «2». Площадка молодого искусства «Старт», ЦСИ Винзавод, Москва
- 2012 — «Рисунки», куратор Николай Евдокимов, бар-бутик Mira Miru, Санкт-Петербург[3]
- 2011 — Секретный уровень. Студия «Непокорённые», Санкт-Петербург

## Групповые выставки
- 2017 — «Новое пространство». Центр современной культуры «Смена», Казань
- 2016 — «Чувственные опыты». Новая Голландия, Санкт-Петербург
- 2015 — «Нет времени». Параллельная программа 6-й Московской биеннале современного искусства, Винзавод «Цех белого», Москва
- 2014 — Generation START. В рамках параллельной программы европейской биеннале современного искусства Манифеста-10. Первый Кадетский корпус, Санкт-Петербург
- 2014 — «11». Групповая выставка победителей программы поддержки молодых российских художников Центра современной культуры «Гараж», Москва
- 2014 — «Детектив», ММСИ, Москва
- 2013 — «Ничего подобного», Музей Москвы, Москва
- 2013 — New St. Peterburg, Nieuw Dakota, Амстердам, Нидерланды
- 2012 — «Конверсия», лофт «Четверть», Санкт-Петербург
- 2012 — Moodboard, Navicula Artis Галерея, Санкт-Петербург
- 2012 — «Трапеза бытия». Параллельная программа III Московской международной биеннале молодого искусства, Галерея RuArts, Москва
- 2011 — Total contemporary — современное искусство ночью, Rizzordi ArtFoundation, Санкт-Петербург
- 2010 — «ДРУЖБА», кураторы Николай Евдокимов и Ольга Гинзбург, галерея 100 СВОИХ, Санкт-Петербург